# کامینا
کامینا (به لاتین: Kamina) یک شهر در جمهوری دموکراتیک کنگو است که در هاوت لومامی واقع شده‌است. کامینا ۱۵۶٬۷۶۱ نفر جمعیت دارد و ۲٬۰۹۵ متر بالاتر از سطح دریا واقع شده.